# Miss Monde 2004
Miss Monde 2004, est la 54e élection de Miss Monde, qui s'est déroulée le 6 décembre 2004 au Crown of Beauty Theatre de Sanya en Chine.
107 pays et territoires ont participé à l'élection. La Chine organise le concours pour la deuxième année consécutive dans la même ville que l'édition précédente, Sanya.
La lauréate, María Julia Mantilla, première dauphine de Miss Pérou 2004, succède à l'irlandaise Rosanna Davison, Miss Monde 2003. Elle est la deuxième péruvienne à remporter le titre de Miss Monde après Madeline Hartog-Bel, Miss Monde 1967.

## Résultats
| Résultat Final  | Candidates |
| --------------- | --- |
| Miss Monde 2004 | - Pérou - María Julia Mantilla |
| 1re dauphine    | - République dominicaine - Claudia Cruz |
| 2e dauphine     | - États-Unis - Nancy Randall |
| Top 5           | - Philippines - Maria Bautista - Pologne - Katarzyna Borowicz |
| Top 15          | - Antigua-et-Barbuda - Shermain Jeremy - Australie - Sarah Davies - Chine - Yang Jin - Mexique - Yessica Ramírez - Nigeria - Anita Uwagbale - Pays de Galles - Amy Guy - République tchèque - Jana Doleželová - Russie - Tatiana Sidorchuk - Trinité-et-Tobago - Kenisha Thom - Vietnam - Nguyễn Thị Huyền |

## Reines de beauté des continents
| Continent      | Candidate                             |
| -------------- | ------------------------------------- |
| Afrique        | Nigeria - Anita Uwagbale              |
| Amérique       | États-Unis - Nancy Randall            |
| Asie & Océanie | Philippines - Maria Bautista          |
| Caraïbes       | République dominicaine - Claudia Cruz |
| Europe         | Pologne - Katarzyna Borowicz          |

## Candidates
| Pays                    | Candidate                              | Âge | Taille | Domicile            | Code |
| ----------------------- | -------------------------------------- | --- | ------ | ------------------- | ---- |
| Afrique du Sud          | Joan Ramagoshi                         | 24  | 1,68 m | Mamelodi            | 712  |
| Albanie                 | Agnese Vuthaj                          | 18  | 1,75 m | Prishtina           | 612  |
| Allemagne               | Inka Weickel                           | 20  | 1,71 m | Alzey               | 506  |
| Angleterre              | Danielle Lloyd                         | 20  | 1,73 m | Liverpool           | 311  |
| Angola                  | Silvia Anair Joao de Deus              | 20  | 1,78 m | Luanda              | 701  |
| Antigua-et-Barbuda      | Shermain Jeremy                        | 23  | 1,75 m | St. John's          | 409  |
| Argentine               | Verónica Estarriaga †                  | 24  | 1,70 m | Buenos Aires        | 801  |
| Aruba                   | Luisana Nikulay Cicilia                | 20  | 1,80 m | Oranjestad          | 610  |
| Australie               | Sarah Davies                           | 22  | 1,74 m | Brisbane            | 602  |
| Bahamas                 | Brianna Clarke                         | 23  | 1,68 m | Nassau              | 410  |
| Barbade                 | Kennifer Marius                        | 20  | 1,63 m | Christ Church       | 705  |
| Biélorussie             | Olga Antropova                         | 22  | 1,80 m | Polotsk             | 206  |
| Belgique                | Ellen Petri                            | 22  | 1,68 m | Merksem             | 111  |
| Bolivie                 | María Nuvia Montenegro Apuri           | 18  | 1,78 m | Reyes               | 802  |
| Bosnie-Herzégovine      | Njegica Balorda                        | 19  | 1,77 m | Sarajevo            | 503  |
| Botswana                | Juby Peacock                           | 20  | 1,73 m | Maun                | 306  |
| Brésil                  | Iara Maria Rezende Azevedo Coelho      | 23  | 1,81 m | Minas Gerais        | 702  |
| Bulgarie                | Gergana Guncheva                       | 17  | 1,73 m | Sofia               | 213  |
| Canada                  | Tijana Arnautović                      | 18  | 1,80 m | Ottawa              | 509  |
| Chili                   | Verónica Paz Roberts Olcay             | 21  | 1,72 m | Santiago            | 207  |
| Chine                   | Yang Jin                               | 20  | 1,73 m | Chongqing           | 808  |
| Chypre                  | Constantina Evripidou                  | 19  | 1,75 m | Limassol            | 507  |
| Colombie                | Paola Andrea Mariňo García             | 22  | 1,78 m | Bogota              | 208  |
| Corée                   | Han Kyoung-jin                         | 19  | 1,74 m | Seongnam            | 314  |
| Costa Rica              | Shirley Calvo Jiménez                  | 22  | 1,73 m | Alajuela            | 407  |
| Croatie                 | Ivana Žnidarić                         | 19  | 1,80 m | Čakovec             | 613  |
| Curaçao                 | Sue-Ann Stephanie Hudson               | 20  | 1,70 m | Willemstad          | 611  |
| Danemark                | Line Solling Larsen                    | 23  | 1,75 m | Funen               | 805  |
| Écosse                  | Lois Anna Weatherup                    | 21  | 1,76 m | Linlithgow          | 106  |
| Égypte                  | Heba Ahmad El-Sisy                     | 22  | 1,75 m | Le Caire            | 107  |
| Équateur                | Cristina Eugenia Reyes Hidalgo         | 23  | 1,81 m | Guayaquil           | 101  |
| Espagne                 | Maite Medina Cerrato                   | 24  | 1,80 m | Barcelone           | 803  |
| Estonie                 | Moonika Tooming                        | 23  | 1,78 m | Tallinn             | 709  |
| États-Unis              | Nancy Randall                          | 24  | 1,72 m | New Orleans         | 708  |
| Éthiopie                | Sayat Demissie                         | 18  | 1,71 m | Addis Ababa         | 413  |
| Fidji                   | Aishwarya Sukhdeo                      | 24  | 1,70 m | Suva                | 308  |
| Finlande                | Nina Johanna Tikanmäki                 | 19  | 1,72 m | Naantali            | 603  |
| France                  | Laetitia Marciniak                     | 23  | 1,73 m | Calais              | 112  |
| Géorgie                 | Salome Chikviladze                     | 20  | 1,75 m | Tbilisi             | 205  |
| Ghana                   | Serena Naa Dei Ashi Roye               | 23  | 1,75 m | Accra               | 305  |
| Gibraltar               | Helen Gustafson                        | 24  | 1,71 m | Gibraltar           | 707  |
| Grèce                   | Maria Spiridaki                        | 19  | 1,80 m | Heraklion           | 508  |
| Guadeloupe              | Jennifer Desbouiges                    | 18  | 1,77 m | Pointe-à-Pitre      | 713  |
| Guyane                  | Suzette Marissa Shim                   | 19  | 1,75 m | Georgetown          | 114  |
| Honduras                | Kimberly Michelle McNab                | 19  | 1,72 m | Roatan              | 514  |
| Hong Kong               | Queenie Chu                            | 23  | 1,74 m | Hong Kong           | 313  |
| Hongrie                 | Veronika Orban                         | 20  | 1,78 m | Zalaegerszeg        | 403  |
| Îles Caïmans            | Stacy Ann-Rose Kelly                   | 24  | 1,80 m | Bodden Town         | 103  |
| Îles Turques-et-Caïques | Beryl Christian Kateri Handfield       | 19  | 1,67 m | Grand Turk          | 406  |
| Inde                    | Sayali Bhagat                          | 20  | 1,75 m | Nashik              | 605  |
| Irlande                 | Natasha Nic Gairbheith                 | 21  | 1,71 m | Gweedore            | 510  |
| Irlande du Nord         | Kirsty Anne Gabriel Stewart            | 18  | 1,72 m | Enniskillen         | 210  |
| Islande                 | Hugrún Harðardóttir                    | 21  | 1,70 m | Selfoss             | 604  |
| Israël                  | Rita Lokin                             | 23  | 1,80 m | Ashdod              | 710  |
| Italie                  | Valeria Altobelli                      | 20  | 1,82 m | Rome                | 303  |
| Jamaïque                | Tonoya Anne Toyloy                     | 24  | 1,76 m | Kingston            | 706  |
| Japon                   | Minako Goto                            | 22  | 1,71 m | Akita               | 307  |
| Kazakhstan              | Aleksandra Kazakova                    | 19  | 1,78 m | Oskemen             | 203  |
| Kenya                   | Juliet Atieno Ochieng                  | 19  | 1,70 m | Kisumu              | 511  |
| Lettonie                | Agnese Eiduka                          | 20  | 1,77 m | Valmiera            | 401  |
| Liban                   | Nadine Njeim                           | 20  | 1,75 m | Beyrouth            | 108  |
| Lituanie                | Agne Maliaukaitė                       | 19  | 1,71 m | Panevėžys           | 502  |
| Macédoine               | Sara Lesi                              | 17  | 1,77 m | Skopje              | 214  |
| Malaisie                | Gloria Ting Mei Ru                     | 23  | 1,71 m | Sibu                | 810  |
| Malte                   | Antonella Vella                        | 20  | 1,78 m | Mosta               | 304  |
| Maurice                 | Maria Natacha Magalie Antoo            | 22  | 1,76 m | Rose Hill           | 811  |
| Mexique                 | Yessica Guadalupe Ramírez Meza         | 22  | 1,83 m | Tijuana             | 607  |
| Moldavie                | Marina Chivaciuc                       | 21  | 1,74 m | Tiraspol            | 204  |
| Namibie                 | Adele Basson                           | 24  | 1,70 m | Windhoek            | 414  |
| Népal                   | Payal Shakya                           | 18  | 1,64 m | Kathmandu           | 714  |
| Nicaragua               | Anielka María Sánchez Castillo         | 22  | 1,78 m | Masaya              | 608  |
| Nigeria                 | Anita Uwagbale                         | 19  | 1,78 m | Lagos               | 512  |
| Norvège                 | Hege Torresdal                         | 20  | 1,77 m | Aksdal              | 806  |
| Nouvelle-Zélande        | Amber Peebles                          | 21  | 1,70 m | Auckland            | 301  |
| Ouganda                 | Barbara Kimbugwe                       | 19  | 1,68 m | Kampala             | 212  |
| Panama                  | Melissa del Carmen Piedrahita Meléndez | 22  | 1,75 m | Panama              | 408  |
| Paraguay                | Tania María Domanickzy Vargas          | 23  | 1,75 m | Asuncion            | 703  |
| Pays-Bas                | Miranda Slabber                        | 24  | 1,76 m | Arnemuiden          | 105  |
| Pays de Galles          | Amy Guy                                | 21  | 1,73 m | Wrexham             | 302  |
| Pérou                   | María Julia Mantilla                   | 20  | 1,74 m | Trujillo            | 804  |
| Philippines             | Maria Bautista                         | 20  | 1,75 m | Cebu                | 309  |
| Pologne                 | Katarzyna Weronika Borowicz            | 19  | 1,73 m | Ostrów Wielkopolski | 501  |
| Porto Rico              | Cassandra Carin Castro Holland         | 20  | 1,78 m | Luquillo            | 102  |
| Portugal                | Patricia Oliveira Raposa de Oliveira   | 17  | 1,70 m | Lisbonne            | 704  |
| République dominicaine  | Claudia Julissa Cruz Rodríguez         | 18  | 1,78 m | Bonao               | 113  |
| République tchèque      | Jana Doleželová                        | 23  | 1,76 m | Uničov              | 209  |
| Roumanie                | Adina Maria Cotuna                     | 20  | 1,80 m | Arad                | 601  |
| Russie                  | Tatiana Sidortchouk                    | 19  | 1,78 m | Perm                | 201  |
| Sainte-Lucie            | Sascha Gianne Michelle Andrew-Rose     | 18  | 1,77 m | Castries            | 104  |
| Salvador                | Andrea Denise Müschenborn Charlaix     | 18  | 1,70 m | San Salvador        | 513  |
| Serbie-et-Monténégro    | Jelena Pejic                           | 17  | 1,78 m | Belgrade            | 404  |
| Singapour               | Lisa Huang Shu Jun                     | 22  | 1,71 m | Singapour           | 807  |
| Slovaquie               | Maria Sandorova                        | 20  | 1,75 m | Košice              | 504  |
| Slovénie                | Živa Vadnov                            | 22  | 1,71 m | Ljubljana           | 402  |
| Sri Lanka               | Anarkalli Jay Aakarsha                 | 17  | 1,65 m | Colombo             | 109  |
| Suède                   | Eva Helena Hjertonsson                 | 19  | 1,73 m | Kalmar              | 312  |
| Suisse                  | Fiona Hefti                            | 24  | 1,78 m | Zurich              | 711  |
| Taipei chinois          | Dorothy Chu Yi Hui                     | 18  | 1,74 m | Taipei              | 809  |
| Tanzanie                | Faraja Kotta                           | 19  | 1,78 m | Dar es Salaam       | 211  |
| Thaïlande               | Nikallaya Abdul Dulaya                 | 23  | 1,74 m | Yala                | 310  |
| Trinité-et-Tobago       | Kenisha Thom                           | 21  | 1,74 m | Scarborough         | 405  |
| Turquie                 | Nur Gumusdograyan                      | 19  | 1,80 m | Ankara              | 110  |
| Ukraine                 | Lesya Matveyeva                        | 22  | 1,70 m | Kiev                | 202  |
| Venezuela               | Andrea María Milroy Díaz               | 20  | 1,74 m | Caracas             | 609  |
| Vietnam                 | Nguyễn Thị Huyền                       | 19  | 1,72 m | Hanoï               | 606  |
| Zambie                  | Rosemary Mulenga Chileshe              | 24  | 1,80 m | Lusaka              | 411  |
| Zimbabwe                | Oslie Muringai                         | 20  | 1,73 m | Bulawayo            | 412  |

## Déroulement de la cérémonie
L'ouverture de la cérémonie commence avec un groupe de musiciens jouant avec des instruments chinois ancestraux et se termine par l'entrée en scène d'un enfant chinois pratiquant les arts martiaux au beau milieu de la scène. Après, les maîtres de cérémonie du concours Tonny McCain, Angela Show et Lisa Snowdom se manifestent.
Les candidates défilent en maillot de bain, puis en robe de soirée.
Tonny McCain et Angela Show annoncent les lauréates ayant reçu les prix spéciaux. Ellen Petri, Miss Belgique 2004 reçoit le prix de Best World Dress Designer tandis que la jamaïcaine Tonoya Toyloy reçoit une bourse d'études offerte par l'Organisation Miss Monde.
Lisa Snowdom et les deux animateurs annoncent par la suite les lauréates des compétitions préliminaires. Dans l'ordre tel qu'il a été cité, Miss États-Unis est élue Miss Beach Beauty, Miss Pays de Galles en tant que Miss Sports, Miss Antigua-et-Barbuda en tant que Miss Talent, Miss Mexique en tant que Miss Top Model ainsi que Miss Australie en tant que People's Choice.
Les 15 demi-finalistes sont par la suite annoncées.
Les 5 finalistes sont ensuite annoncées. Cette année-là, seulement, deux candidates viennent d'Asie et d'Europe : Maria Bautista des Philippines et Katarzyna Borowicz de Pologne. Le top 5 est majoritairement dominé par l'Amérique : María Julia Mantilla du Pérou, Nancy Randall des États-Unis et Claudia Cruz de la République dominicaine.
À la fin, les États-Unis se place en 3e place, la République dominicaine en 2e place et le Pérou a remporté sa deuxième couronne grâce à sa représentante, María Julia Mantilla. Le chanteur américain, Lionel Richie entre sur scène en honorant la nouvelle Miss Monde avec sa chanson-phare Dancing On The Ceiling.

### Prix attribués
- Best World Dress Designer :  Belgique - Ellen Petri
- Bourse d'études de Miss Monde :  Jamaïque - Tonoya Toyloy

## Challenge Events

### Miss Beach Beauty
- Gagnante: Nancy Randall ( États-Unis)
- 1re dauphine: Sarah Davies ( Australie)
- 2e dauphine: Kenisha Thom ( Trinité-et-Tobago)
- Top 10: María Apuri ( Bolivie), Iara Maria Coelho ( Brésil), Cristina Reyes ( Équateur), Claudia Cruz ( République dominicaine), Yessica Guadalupe Ramírez Meza ( Mexique), Tania Vargas ( Paraguay), Maria Bautista ( Philippines)
- Top 20: Luisana Cicilia ( Aruba), Njegica Balorda ( Bosnie-Herzégovine), Laetitia Marciniak ( France), Veronika Orban ( Hongrie), Nadine Noujeim ( Liban), Melissa Meléndez ( Panama), Barbara Kimbugwe ( Ouganda), Jana Doleželová ( République tchèque), Lesya Matveyeva ( Ukraine), Andrea Milroy ( Venezuela)

### Miss Sports
- Gagnante: Amy Guy ( Pays de Galles)
- 1re dauphine: Sarah Davies ( Australie)
- 2e dauphine: María Julia Mantilla ( Pérou) (retenue), Kenisha Thom ( Trinité-et-Tobago)
- Top 10: Shermain Jeremy ( Antigua-et-Barbuda), Aishwarya Sukhdeo ( Fidji), Hugrún Harðardóttir ( Islande), Miranda Slabber ( Pays-Bas), Tatiana Sidorchuk ( Russie), Nikallaya Abdul Dulaya ( Thaïlande)

### Miss Talent
- Gagnante: Shermain Sunja Jeremy ( Antigua-et-Barbuda)
- 1re dauphine: Yang Jin ( Chine)
- 2e dauphine: Kennifer Marius ( Barbade)
- Top 25: Luisana Nikulay Cicilia ( Aruba), Sarah Davies ( Australie), Brianna Clarke ( Bahamas), Juby Peacock ( Botswana), Iara Maria Coelho ( Brésil), Han Kyoung-jin ( Corée), Cristina Reyes ( Équateur), Maite Medina Cerrato ( Espagne), Moonika Tooming ( Estonie), Aishwarya Sukhdeo ( Fidji), Valeria Altobelli ( Italie), Maria Bautista ( Philippines), Jana Doleželová ( République tchèque), Tatiana Sidorchuk ( Russie), Dorothy Chu Yi Hui ( Taipei chinois), Nikallaya Abdul Dulaya ( Thaïlande), Kenisha Thom ( Trinité-et-Tobago)

### Top Model
- Gagnante: Yessica Guadalupe Ramírez Meza ( Mexique)
- 1re dauphine: Silvia Anair Joao de Deus ( Angola)
- 2e dauphine: Ellen Petri ( Belgique)
- Top 10: Maite Medina Cerrato ( Espagne), Maria Spiridaki ( Grèce), Cassandra Castro ( Porto Rico), Jana Doleželová ( République tchèque), Tatiana Sidorchuk ( Russie), Dorothy Chu Yi Hui ( Taïwan), Kenisha Thom ( Trinité-et-Tobago)
- Top 20: Luisana Nikulay Cicilia ( Aruba), Juby Peacock ( Botswana), Gergana Guncheva ( Bulgarie), Yang Jin ( Chine), Shirley Calvo Jiménez ( Costa Rica), Constantina Evripidou ( Chypre),  Nancy Randall ( États-Unis), Salome Chikviladze ( Géorgie), Sayali Bhagat ( Inde), Katarzyna Borowicz ( Pologne)

### People's Choice
- Gagnante: Sarah Davies ( Australie)
- 1re dauphine: Nancy Randall ( États-Unis)
- 2e dauphine: María Julia Mantilla ( Pérou)

## Observations